# Хлорид тантала(II)
Хлорид тантала(II) — неорганическое соединение, соль металла тантала и соляной кислоты с формулой TaCl2, 
тёмно-зелёные кристаллы, 
плохо растворимые в холодной воде и реагируют с горячей.

## Получение
- Отгоняется в вакууме при нагревании хлорида тантала(V) с алюминием:

{\displaystyle {\mathsf {TaCl_{5}+Al\ {\xrightarrow {600^{o}C,AlCl_{3}}}\ TaCl_{2}+AlCl_{3}}}}

## Физические свойства
Хлорид тантала(II) образует тёмно-зелёные кристаллы, плохо растворимые в холодной воде и реагируют с горячей.
С галогеноводородными кислотами образует аддукты вида 
3TaCl2•HCl•4H2O и 3TaCl2•HBr•4H2O.

## Химические свойства
- Реагирует с горячей водой:

{\displaystyle {\mathsf {6TaCl_{2}+6H_{2}O\ {\xrightarrow {80^{o}C}}\ 4TaCl_{3}+2Ta(OH)_{3}+3H_{2}}}}